# Пітер Субер
Пітер Субер (* 8 листопада 1951) — філософ, спеціалізується на філософії права та відкритого доступу до знань. Науковий співробітник Беркман Центру та директор Гарвардського управління з наукової комунікації та Гарвардського проекту відкритого доступу (HOAP). Субер відомий як лідер руху відкритого доступу та автор гри Nomic.

## Освіта
У 1973 році Субер закінчив Ерлхам, у 1978 році отримав ступінь доктора філософії та у 1982 році ступінь доктора юридичних наук у Північно-Західному університеті. З 1976 до 1981 року він виступав стендап-коміком, у тому числі у ток-шоу The Tonight Show Starring Johnny Carson у 1976 році. Субер повернувся до коледжу Ерлхам, де був професором з 1982 до 2003 року.

## Проекти
У 2001 році Субер взяв участь у зустрічі, яка привела до створення першої великої міжнародної ініціативи відкритого доступу — Будапештської ініціативи відкритого доступу. Він є автором Новин відкритого доступу та Бюлетня відкритого доступу SPARC, котрий вважають найбільш авторитетним блогом та бюлетнем про відкритий доступ. Він також є засновником Open Access Tracking Project та співзасновником, разом із Робіном Ріком, Open Directory Access.